# Wargawka Młoda
Wargawka Młoda [pronunciación en polaco: /varˈɡafka ˈmwɔda/] es un pueblo ubicado en el distrito administrativo de Gmina Witonia, dentro del condado de Łęczyca, Voivodato de Łódź, en el centro de Polonia. Se encuentra a unos 3 kilómetros al noroeste de Witonia, a 14 kilómetros al norte de Łęczyca, y a 45 kilómetros al norte de la capital regional Łódź.